# へび (曲)
「へび」（英題: Snake）は、日本のロックバンドであるヨルシカの楽曲。2025年1月17日にPolydor Recordsからデジタル・シングルとして発表された。唐の詩人である元稹の「離思」の一節をモチーフとした本作は、NHK総合テレビで放送のアニメ『チ。-地球の運動について-』のエンディングテーマに採用された。

## 制作背景
2025年1月8日、公式X上でテレビアニメ『チ。-地球の運動について-』の新しいエンディングテーマが「へび」に決定したことを発表。本作は同月11日に放送された第十六話から使用された。n-bunaはある日に見た蛇の鱗が綺麗だったことから、蛇をテーマにした曲を書いていた時にアニメとの親和性を感じたとし、聖書では知恵の実を食べる人間と、それを唆したへびの構図が有名ですが、それはシンプルな知への欲求の比喩だと解釈できますそこから、へびが春に眠りから目覚め、外に這い出して世界を知る歌を書きましたと説明している。
また、n-bunaは本作の典拠として唐の詩人である元稹の「離思」の一節を挙げている。
曾经沧海难为水
除却巫山不是云
かつて滄海を経たれば水難しと為さず
巫山を除却すれば 是れ雲ならず
歌詞では春の季語である「よもぎ」や夏の季語である「カタバミ」などを盛り込み、春夏秋冬の情景も描かれている。

## プロモーション
2025年1月8日、アニメ『チ。-地球の運動について-』の第2弾となるプロモーション・ビデオが公開され、本作の一部が解禁となった。同月12日、17日にデジタル・シングルとして発売することを発表。この発表と同日にはノンクレジットエンディング映像が公開された。
2月25日、アニメーション作家の佐藤美代が手がけたミュージック・ビデオが公開された。佐藤は歌詞に登場する「巫山」の意味と自身が持っていた蛇のイメージと結びついて「二人の男女の画」が浮かんだとし、二人の記憶の中で美しいまま漂っている思い出や景色を、砂絵やペイントオングラスアニメーションで表現しましたと説明している。

## 反響や評価
2025年1月29日に公開されたBillboard Japan Hot Animationで初登場10位を記録。
ライターの杉浦美恵は、音楽雑誌『ROCKIN'ON JAPAN』（2025年3月号）で本作が元稹の詩の1節が典拠となっていることに触れ、n-bunaの「知」はいったいどこまで広がっているのか、その豊潤な文学の知識には嘆願するほかない。そしてへびの美しさ、慎ましさ、悲しさまでも表現するsuis(Vo)の歌声が飛び抜けて素晴らしい。この静かな抒情を表現する歌声はやはり唯一無二のものと評した。

## クレジット
※出典
- suis – ボーカル
- n-buna – 作詞作曲、編曲、ギター、コーラス
- 下鶴光康 – ギター
- キタニタツヤ – ベース
- Masack – ドラム
- 平畑徹也 – ピアノ

## チャート成績
| チャート (2025年)                     | 最高位 |
| ------------------------------------- | ------ |
| 日本 (Japan Hot 100)                  | 43     |
| Japan Hot Animation (Billboard JAPAN) | 10     |
| 日本 (オリコンデジタルシングル)       | 10     |